# Kazimierz Niepla

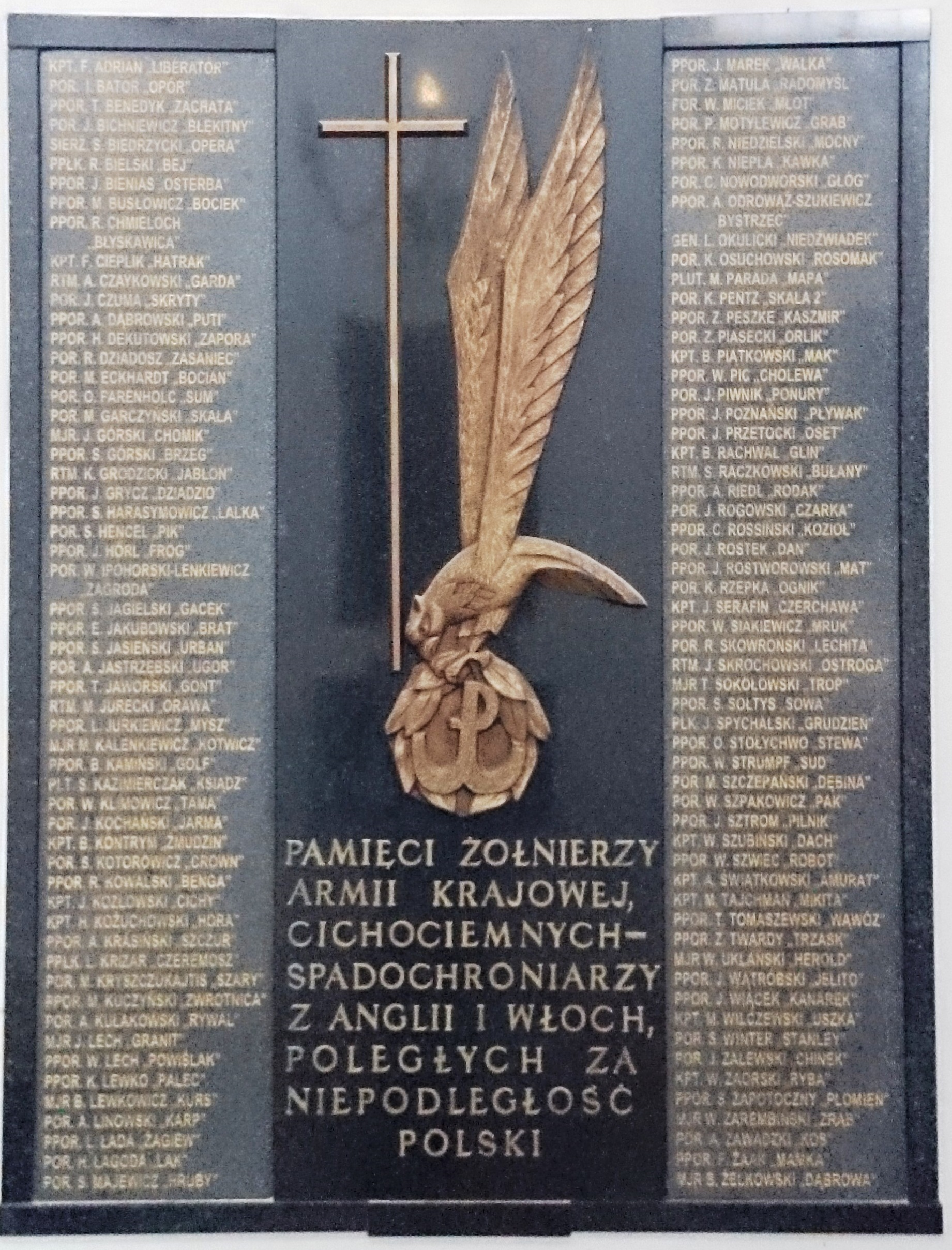
Tablica w kościele św. Jacka w Warszawie, upamiętniająca poległych cichociemnych, w tym Kazimierza Niepli

Kazimierz Jan Niepla, po wojnie Kazimierz Niepliński pseud.: Kawka, Smyczek (ur. 20 lutego 1922 w Łukowcu Żurawskim (woj. stanisławowskie, zm. 26 czerwca 1968 w Lewinie Brzeskim) – żołnierz Armii Andersa i Polskich Sił Zbrojnych, oficer Armii Krajowej i ludowego Wojska Polskiego, podporucznik łączności, cichociemny.

## Życiorys
10 lutego 1940 roku razem z rodzicami i czwórką rodzeństwa został zesłany w głąb ZSRR, zmuszony do niewolniczej pracy w kopalni złota Bieriezowski w obwodzie swierdłowskim (Ural).  Po układzie Sikorski-Majski zwolniony, w marcu 1942 roku wstąpił do Armii Andersa, przydzielono go do 2 kompanii 24 pułku piechoty 8 Dywizji Piechoty. Jednocześnie uczył się w Szkole Podchorążych. We wrześniu 1942 roku przerzucono go do Wielkiej Brytanii, gdzie został przydzielony do Sekcji Dyspozycyjnej Naczelnego Wodza.
Zgłosił się do służby w okupowanej Polsce. Po przeszkoleniu ze specjalnością w łączności radiowej został zaprzysiężony 10 lipca 1943 roku w oddanym do dyspozycji Oddziału VI (Specjalnego) Sztabu Naczelnego Wodza ośrodku SOE (STS 43) w Audley End koło Saffron Walden, hrabstwo Essex i przeniesiony do Głównej Bazy Przerzutowej w Latiano nieopodal Brindisi we Włoszech. Zrzutu dokonano w nocy z 8 na 9 kwietnia 1944 roku w ramach operacji „Weller 6” dowodzonej przez kpt. naw. Antoniego Freyera. Niepla dostał przydział do Okręgu Wilno AK, gdzie służył jako radiotelegrafista w plutonie radiołączności Oddziału V Łączności sztabu okręgu.
Przydzielony jako radiooperator do sztabu Obszaru Północno-Wschodniego organizacji NIE. Komendantem tego obszaru mianowano dotychczasowego szefa sztabu Komendy Okręgu Wilno AK ppłk. Lubosława Krzeszowskiego ps. Ludwik. Według ustaleń historyka Janusza Kurtyki, od 1940 Krzeszowski był agentem sowieckiego wywiadu. Zadenuncjował kierownictwo organizacji NIE oraz członków sztabu, w tym Kazimierza Nieplę. 
Prawdopodobnie wskutek tej denuncjacji 8 sierpnia 1944 roku został aresztowany przez NKWD i skazany na 10 lat łagru. Osadzony na półwyspie Tajmyr, w Norylsku na wiecznej zmarzlinie (Kraj Krasnojarski). W styczniu 1954 roku wrócił do Polski. Pracował jako starszy referent, kierownik warsztatów mechanicznych, ekonomista, początkowo w Warszawie, później w Lewinie Brzeskim. Od 1966 roku należał do PZPR.

## Awanse
- starszy strzelec – 21 lutego 1943
- podchorąży – 17 kwietnia 1943 roku
- podporucznik – 9 kwietnia 1944 roku
- podporucznik LWP – rozkazem personalnym 0344 Ministra Obrony Narodowej z 9 sierpnia 1961 roku.

## Odznaczenia
- Krzyż Walecznych – czterokrotnie.

## Życie rodzinne
Kazimierz Niepla był synem Jana, rolnika, i Agnieszki z domu Mazurek. W 1955 roku ożenił się z Janiną Jabłońską (ur. w 1932 roku). Nie mieli dzieci.

## Upamiętnienie
W lewej nawie kościoła św. Jacka przy ul. Freta w Warszawie odsłonięto w 1980 roku tablicę Pamięci żołnierzy Armii Krajowej, cichociemnych – spadochroniarzy z Anglii i Włoch, poległych za niepodległość Polski. Wśród wymienionych 110 poległych cichociemnych jest Kazimierz Niepla. W Lewinie Brzeskim 1 marca 2015 r., w Narodowy Dzień Pamięci Żołnierzy Wyklętych, na placu przy kościele pw. Wniebowzięcia Najświętszej Maryi Panny została odsłonięta tablica - Pamięci Żołnierzy i Działaczy podziemia niepodległościowego z lat 1939 - 1956, na której wymieniony jest Kazimierz Niepla.